# Maiers sats
Inom talteori är Maiers sats, bevisad av Helmut Maier 1985, en sats om primtal i korta intervall. Satsen säger att om π är primtalsfunktionen och λ är större än 1 saknar
{\displaystyle {\frac {\pi (x+(\log x)^{\lambda })-\pi (x)}{(\log x)^{\lambda -1}}}}
ett gränsvärde då x närmar sig oändlighet. 